# Saint-André-de-la-Roche

Saint-André-de-la-Roche este o comună în departamentul Alpes-Maritimes din sud-estul Franței. În 1 ianuarie 2022 avea o populație de 5.877 de locuitori.